# Żydowska Partia Socjaldemokratyczna
Żydowska Partia Socjaldemokratyczna (jid.: יידישער סאציאל-דעמאקראטישער פארטיי אין גאליציען, Jidisze Socjal-demokratisze Partaj, w skrócie ŻPS i ŻPSD, potocznie Bund Galicyjski) – partia działająca w Galicji i Bukowinie, początkowo w Austro-Węgrzech, a następnie w Polsce (II Rzeczypospolitej) w latach 1905–1920.

## Historia
Żydowska Partia Socjaldemokratyczna powstała z inicjatywy Henryka Grossmana, w 1905 w wyniku odłączenia się od Polskiej Partii Socjalno-Demokratycznej Galicji i Śląska Cieszyńskiego (PPSD). 1 maja 1905 w dniu Święta Pracy odbyły się pierwsze wiece partii, które ŻPS organizowała indywidualnie. Wiece te odbyły się w Krakowie, Lwowie, Tarnowie i Przemyślu. Z czasem jednak, uznając, że nie stanowi konkurencji dla pozostałych partii socjaldemokratycznych, dołączyła do obchodów PPSD. Zjazd założycielski partii odbył się w czerwcu 1905. W latach 1911–1913 ściśle współpracowała z żydowskim skrzydłem PPSD, które dołączyło do ŻPS. W 1911 ŻPS zjednoczyło się z galicyjskim Żydowskim Socjaldemokratycznym Stowarzyszeniem Bund. W początkowym okresie I wojny światowej działalność ŻPS ustała ze względu na działania wojenne w Galicji i Bukowinie. Partia rozpoczęła wznawianie działalności w 1916 w Krakowie, a w 1920 zjednoczyła się z polskim Bundem.

## Program
Partia była pod wpływami Bundu i tak jak on była antysyjonistyczna. Postulowała narodową autonomię dla żydów i była przeciwna żydowskim kuriom wyborczym, ponadto opowiadała się za organizacją szkolnictwa w języku jidysz. Do odłączenia się ŻPS od PPSD przyczynił się także pogląd członków PPSD o konieczności asymilacji żydów, czemu ŻPS była przeciwna.
ŻPS starała się o akces do Socjaldemokratycznej Partii Robotniczej Austrii, lecz jej nie przyjęto.

## Publikacje
Początkowo partia wydawała miesięcznik Der judiszer sotsial-demokrat, który w październiku 1905 zastąpiono tygodnikiem Der sotsial-demokrat, który od 1910 miał nakład 2000 egzemplarzy.